# Михайловка (Серпуховский район)

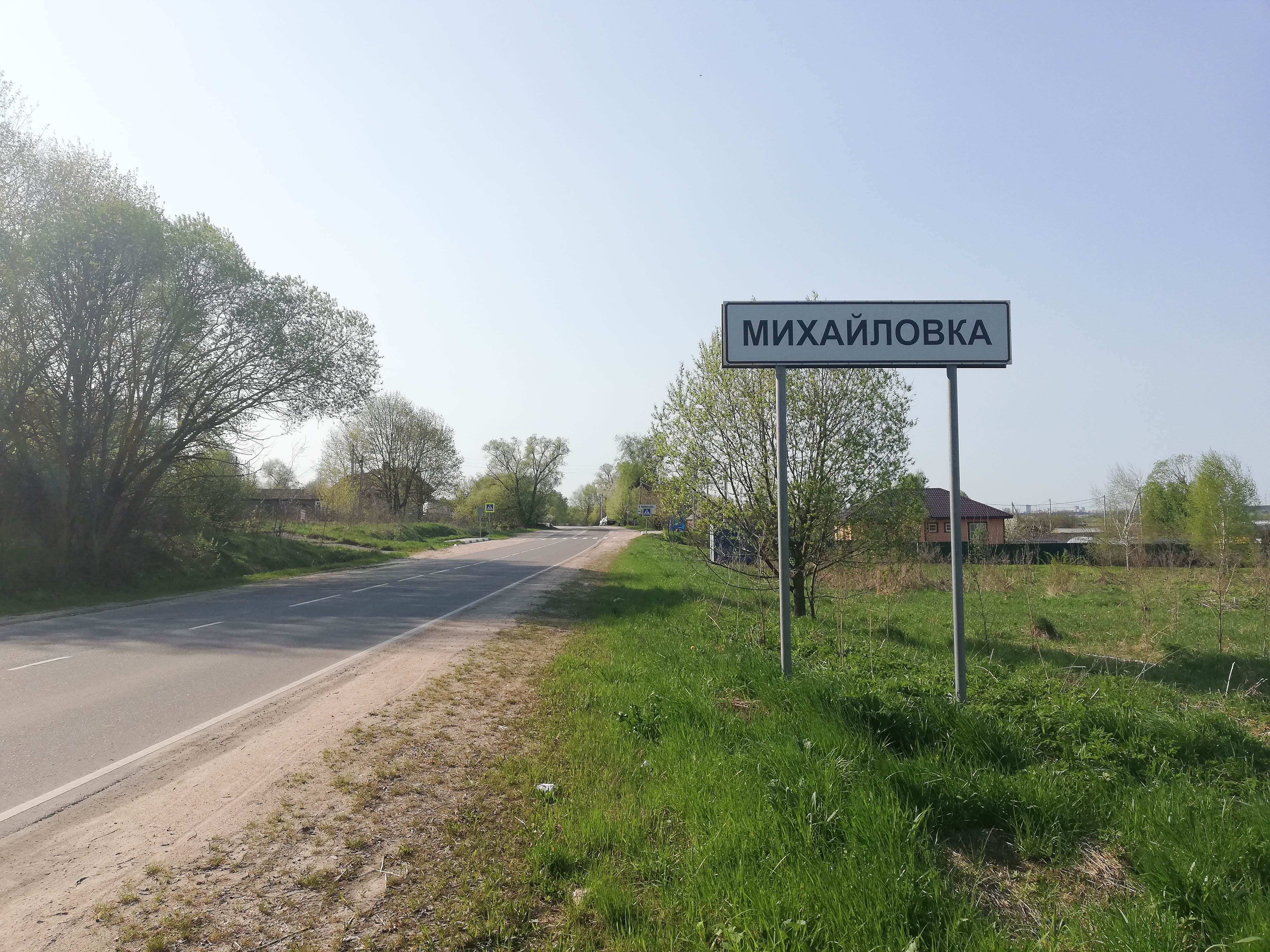
Указатель въезда в деревню

Михайловка — деревня в Серпуховском районе Московской области. Входит в состав Липицкого сельского поселения (до 29 ноября 2006 года входила в состав Липицкого сельского округа).

## Население
| 2002 | 2006 | 2010 |
| ---- | ---- | ---- |
| 60   | ↘47  | ↗68  |

## География
Михайловка расположена примерно в 13 км (по шоссе) на юго-восток от Серпухова, на безымянном ручье, правом притоке Оки, у западной стороны автодороги Крым, высота центра деревни над уровнем моря — 124 м.

## Современное состояние
На 2016 год в деревне зарегистрировано 1 улица — Рощинская и 1 переулок. Михайловка связана автобусным сообщением с райцентром и соседними населёнными пунктами.